# District de Dongpo
Pour les articles homonymes, voir Dongpo (homonymie).
Le district de Dongpo (东坡区 ; pinyin : Dōngpō Qū) est une subdivision administrative de la province du Sichuan en Chine. Il est placé sous la juridiction de la ville-préfecture de Meishan.